# Club Deportivo Palencia Cristo Atlético
Para el antiguo C. D. Cristo Olímpico véase Club de Fútbol Palencia
El Club Deportivo Palencia Cristo Atlético es un club de fútbol de España, de la ciudad de Palencia (comunidad autónoma de Castilla y León). Es el equipo del popular barrio de El Cristo. Fue fundado en 1985 y juega en la Tercera Federación.
El color que identifica al club es el morado.
Desde el 2012 el Club Deportivo Palencia Cristo Atlético juega sus partidos como local en el estadio Nuevo La Balastera que tiene un aforo de 8.100 espectadores.

## Historia
El 24 de abril del año 2021 consiguió ascender matemáticamente a la nueva Segunda División RFEF, tras vencer al C.D. Numancia de Soria "B" en La Ciudad Deportiva Francisco Rubio Garcés por 0 a 1 con un gol de Álvaro "Alvarito" González. Consiguió a la par la segunda posición de la Fase de Ascenso de la última edición de la historia del grupo VIII de la Tercera División de España. Esta es la mejor posición conseguida por el club en la Tercera División de España de toda su historia y el ascenso es el mayor logro de la historia del club.
En la temporada 2021-2022 participó por primera vez en la Copa del Rey. Debutó en primera ronda el día 2 de diciembre de 2021 en el Estadio Nueva Balastera con victoria por 2 goles a 0 contra el Real Irún. En segunda ronda volvió a jugar en la Balastera, esta vez lo hizo contra el Espanyol de Barcelona y cayó eliminado tras remontar el Espanyol el tempranero gol de cabeza que anotó Alfredo "Frodo" Sualdea López en el minuto 6. El resultado final fue 1-2, marcando Wu Lei el primer gol del conjunto catalán nada más empezar la segunda mitad y Sergi Gómez el segundo y definitivo en el minuto 86.
El Cristo Atlético se clasificó para la edición de la Copa del Rey de fútbol 2022-23 tras quedar en puestos de play-off en el grupo 1 de la Segunda División RFEF, logro que otorgaba la plaza.
Se enfrentó en 1º ronda al UD Ibiza cayendo por 0-2 en la Balastera.

## Denominaciones
- Club de Fútbol Cristo Atlético: (1985-2006) Nombre oficial en su fundación.
- Club Deportivo Cristo Atlético: (2006-2018) Cambio en la denominación del club.
- Club Deportivo Palencia Cristo Atlético: (2018-Act.) Cambio de la denominación del club para incluir el nombre de la ciudad una vez que ha quedado como equipo principal tras la desaparición del CD Palencia Balompié.

## Datos del club
- Temporadas en Primera División: 0.
- Temporadas en Segunda División: 0.
- Temporadas en Primera División RFEF: 0.
- Temporadas en Segunda División RFEF: 2. (incluida la 2022-23)
  - Mejor puesto en 2.ª Federación: 5.º (Temporada 2021-22).
- Temporadas en Tercera División: 13 
  - Mejor puesto en 3.ª División: 2.º (Temporada 2020-21).
- Temporadas en divisiones regionales: 23
- Temporadas en Copa del Rey: 2 (incluida la 2022-23)

- Puesto actual en la clasificación histórica de 3ª División de España: 535

## Uniforme
Los uniformes del Palencia Cristo Atlético en la temporada 2019-20 serán los siguientes
- Primera equipación: Camiseta, pantalón morados con detalle dorado en los hombros  y medias moradas.

- Segunda equipación: Camiseta blanca con detalles morados, pantalón blanco con detalles morados y medias moradas.

## Estadio
El Cristo Atlético juega sus partidos como local en el Nuevo Estadio Municipal La Balastera, a partir de la temporada 2012-2013, donde además realiza un entrenamiento semanal.
El estadio que venía usando y en el que continuará entrenando es el Municipal del Otero, situado al pie del Cerro del Otero, donde se encuentra la figura del Cristo del Otero que da nombre al barrio y al propio equipo. Un estadio de césped artificial (turf) donde juegan otros equipos palentinos de categorías inferiores.

## Jugadores y cuerpo técnico

### Plantilla y cuerpo técnico 2020-21
- En 1.ª y 2.ª desde la temporada 1995-96 los jugadores con dorsales superiores al 25 son, a todos los efectos, jugadores del filial y como tales, podrán compaginar partidos con el primer y segundo equipo. Como exigen las normas de la LFP, los jugadores de la primera plantilla deberán llevar los dorsales del 1 al 25. Del 26 en adelante serán jugadores del equipo filial.
- Como exigen las normas de la RFEF desde la temporada 2019-20 en 2ªB y desde la 2020-21 para 3.ª, los jugadores de la primera plantilla deberán llevar los dorsales del 1 al 22, reservándose los números 1 y 13 para los porteros y el 25 para un eventual tercer portero. Los dorsales 23, 24 y del 26 en adelante serán para los futbolistas del filial, y también serán fijos y nominales.
- Los equipos españoles están limitados a tener en la plantilla un máximo de tres jugadores sin pasaporte de la Unión Europea. La lista incluye solo la principal nacionalidad de cada jugador.La lista incluye sólo la principal nacionalidad de cada jugador. Algunos de los jugadores no europeos tienen doble nacionalidad de algún país de la UE:
  -  Juan Silva posee la doble nacionalidad argentina y española.
  -  Amit Mizrahi posee la doble nacionalidad portuguesa y israelita.

```
Leyenda
 
* 
Canterano
: 
 
* 
Pasaporte europeo
: 
 
* 
Extracomunitario sin restricción
: 

* Extracomunitario: 
 
* 
Formación
: 
```

## Palmarés

### Campeonatos regionales
- Primera Regional (1): 2006-07 (Grupo A)

## Participaciones en Copa del Rey
Fuente:
| Temporada | Ronda                | Rival          | Local  | Visitante | Global |  | Goleadores                                                    |
| --------- | -------------------- | -------------- | ------ | --------- | ------ |  | ------------------------------------------------------------- |
| 2021-22   | Primera ronda (1/64) | Real Unión     | 2-0    |           | 2-0    |  | Álvaro Gómez ('2 p), Abel Pascual ('46)                       |
| 2021-22   | 1/32                 | R.C.D. Español | 1-2    |           | 1-2    |  | Alfredo "Frodo" Sualdea ('6), Wu Lei ('46), Sergi Gómez ('86) |
| 2022-23   | Primera ronda (1/64) | U.D. Ibiza     | 0-2 pr |           | 0-2 pr |  | C. Herrera (98'), Suleiman (119')                             |